# Твырдица
Твырдица (болг. Твърдица) — город в Болгарии. Находится в Сливенской области, административный центр общины Твырдица. Население составляет 6140 человек (2022).

## Политическая ситуация
Кмет (мэр) общины Твырдица — Катя Колева Дойчева (коалиция партий: «Болгарская социалистическая партия», «Движение за права и свободы», «Объединённый блок труда», «Политическое движение „Евророма“», «Политическое движение социал-демократов») по результатам выборов.

## Знаменитые уроженцы
- Никола Станчев (р.1930) — борец, первый в истории Болгарии олимпийский чемпион

## Галерея

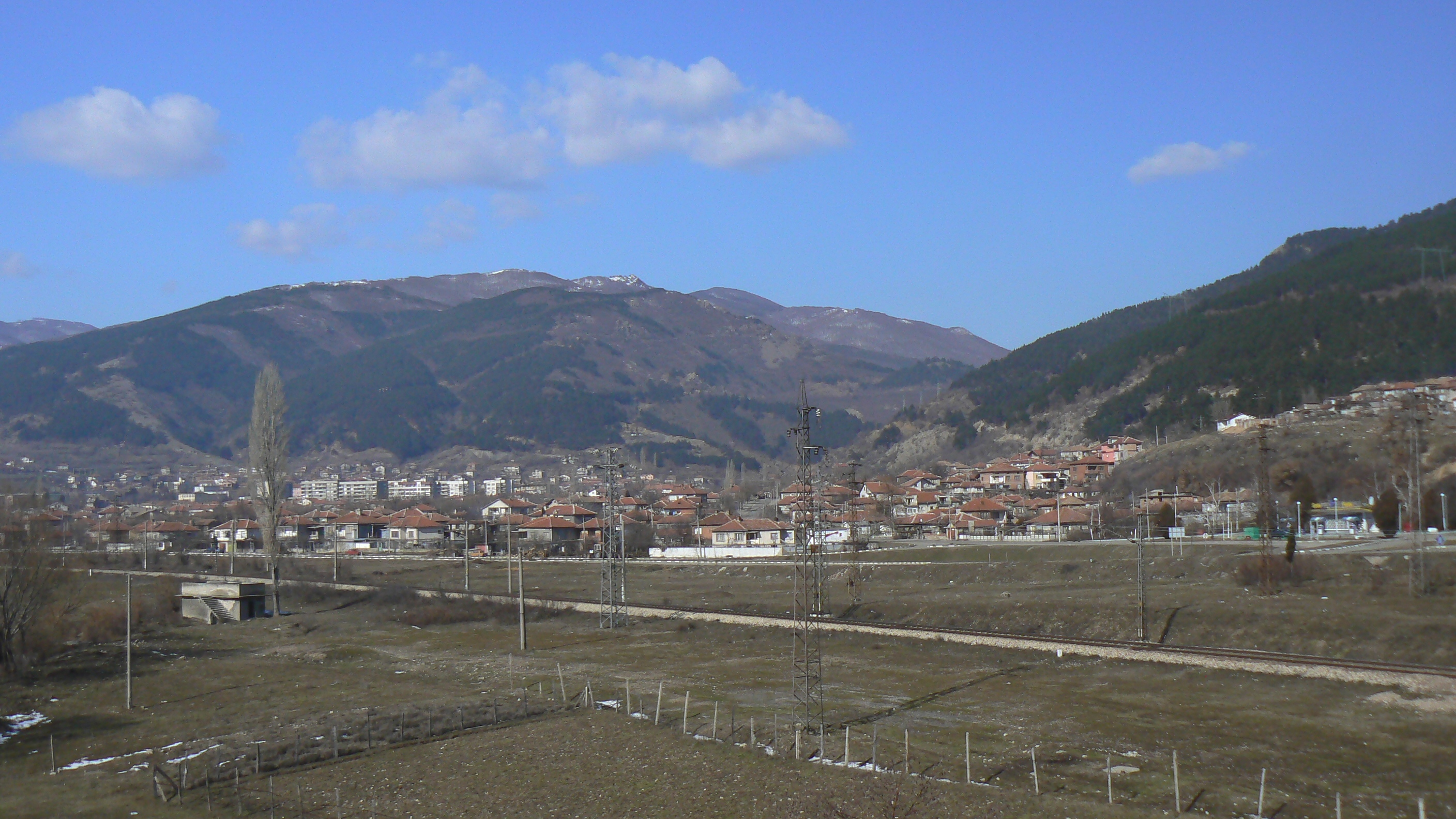
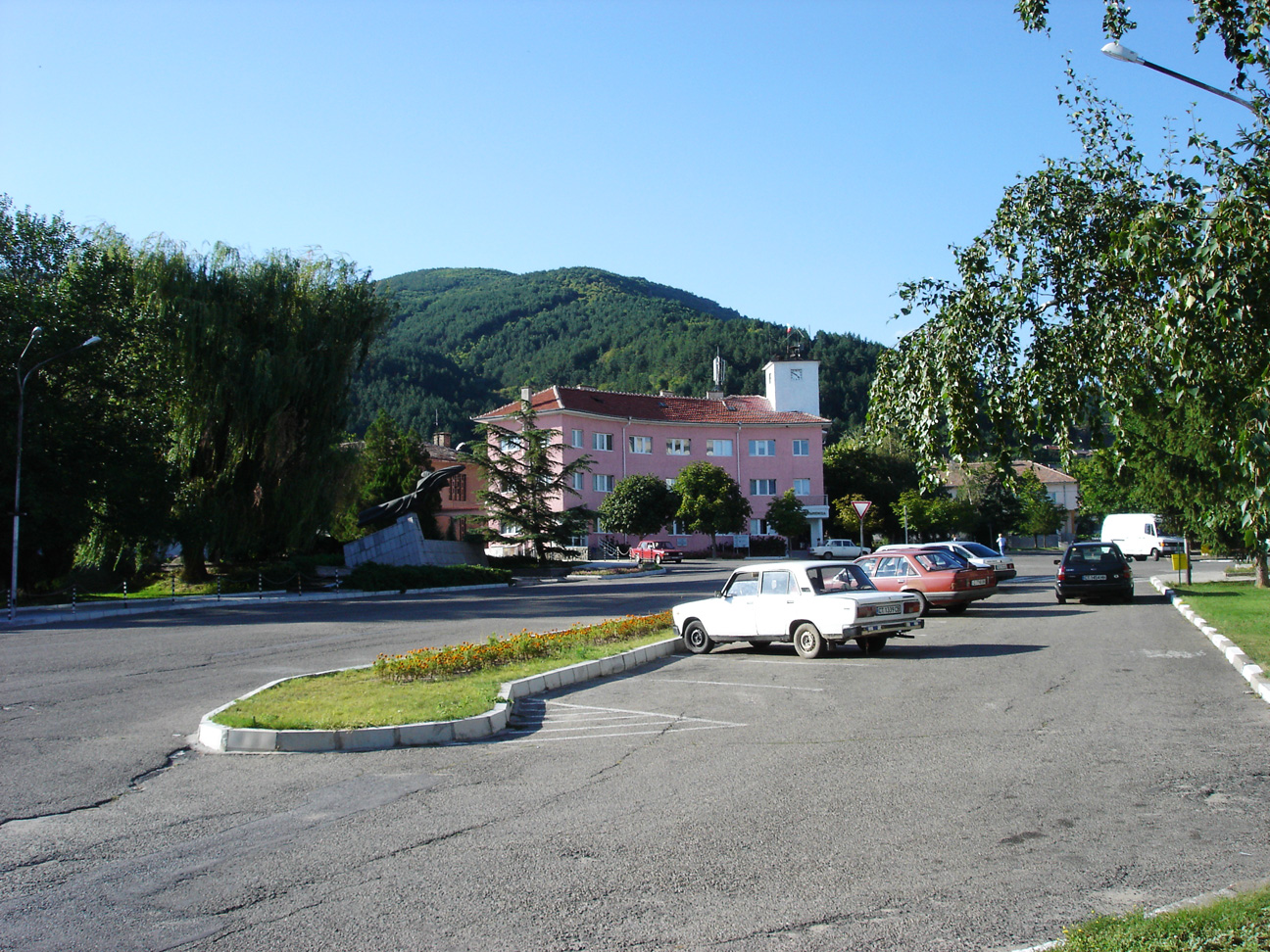
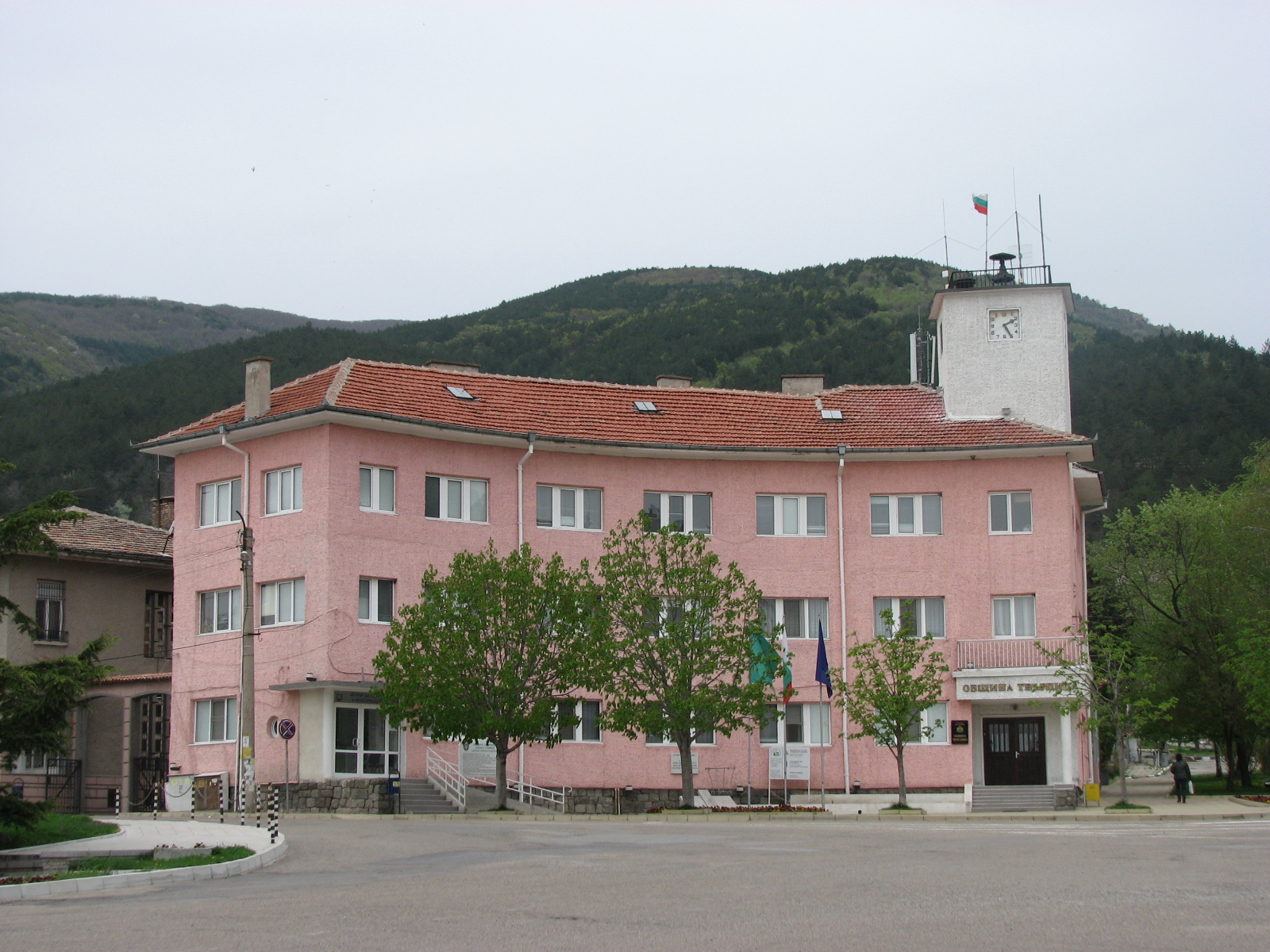
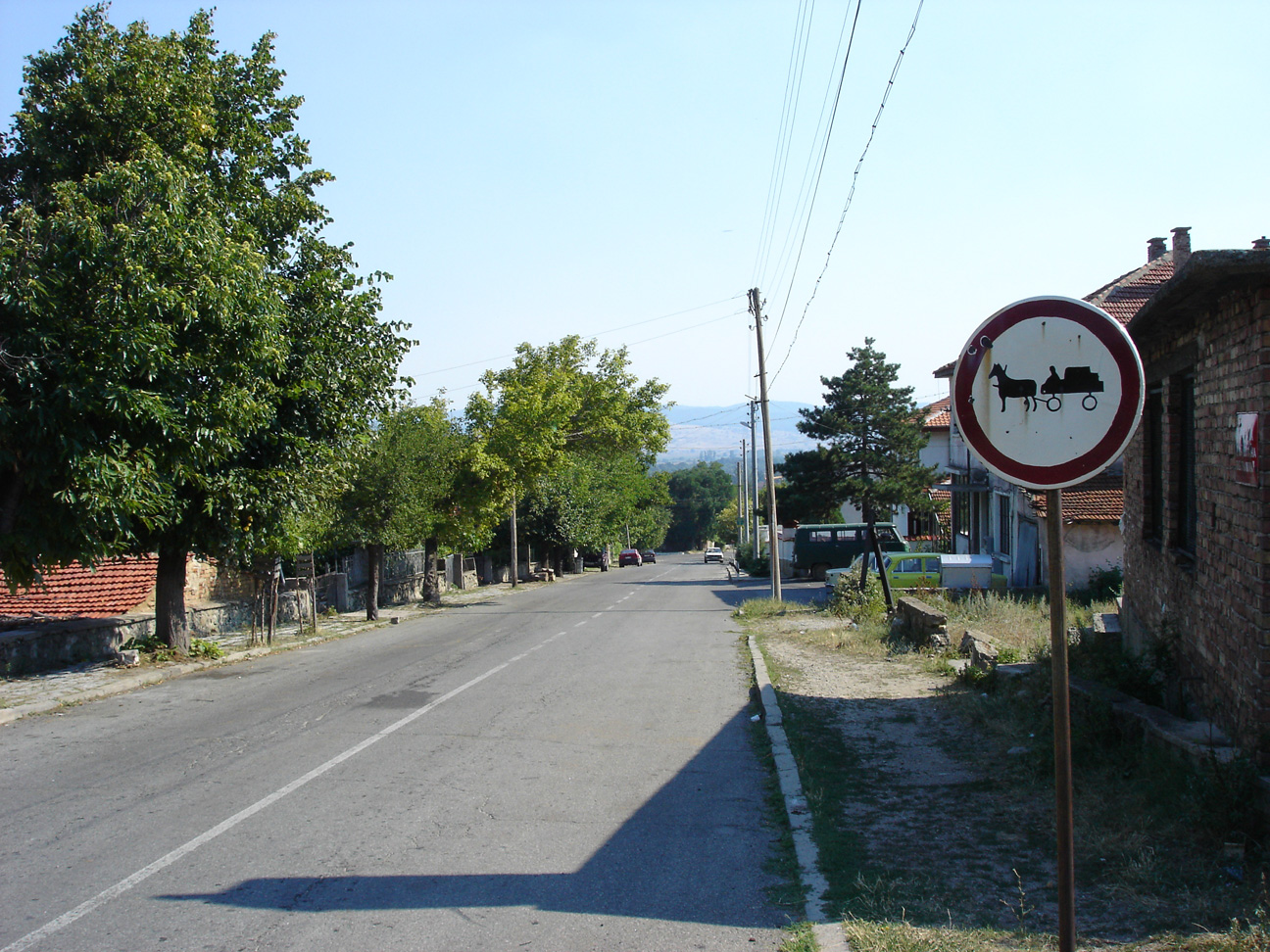
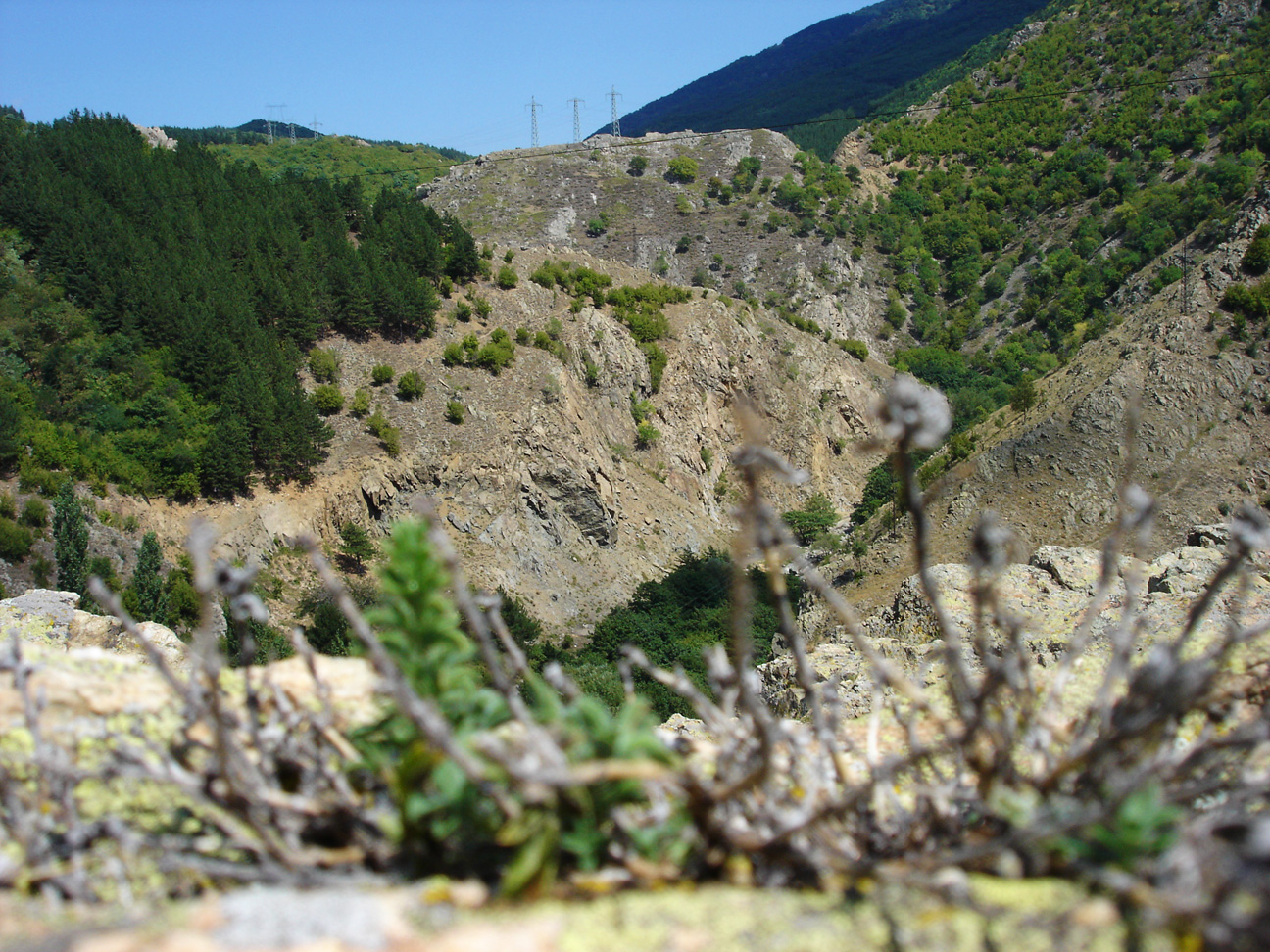
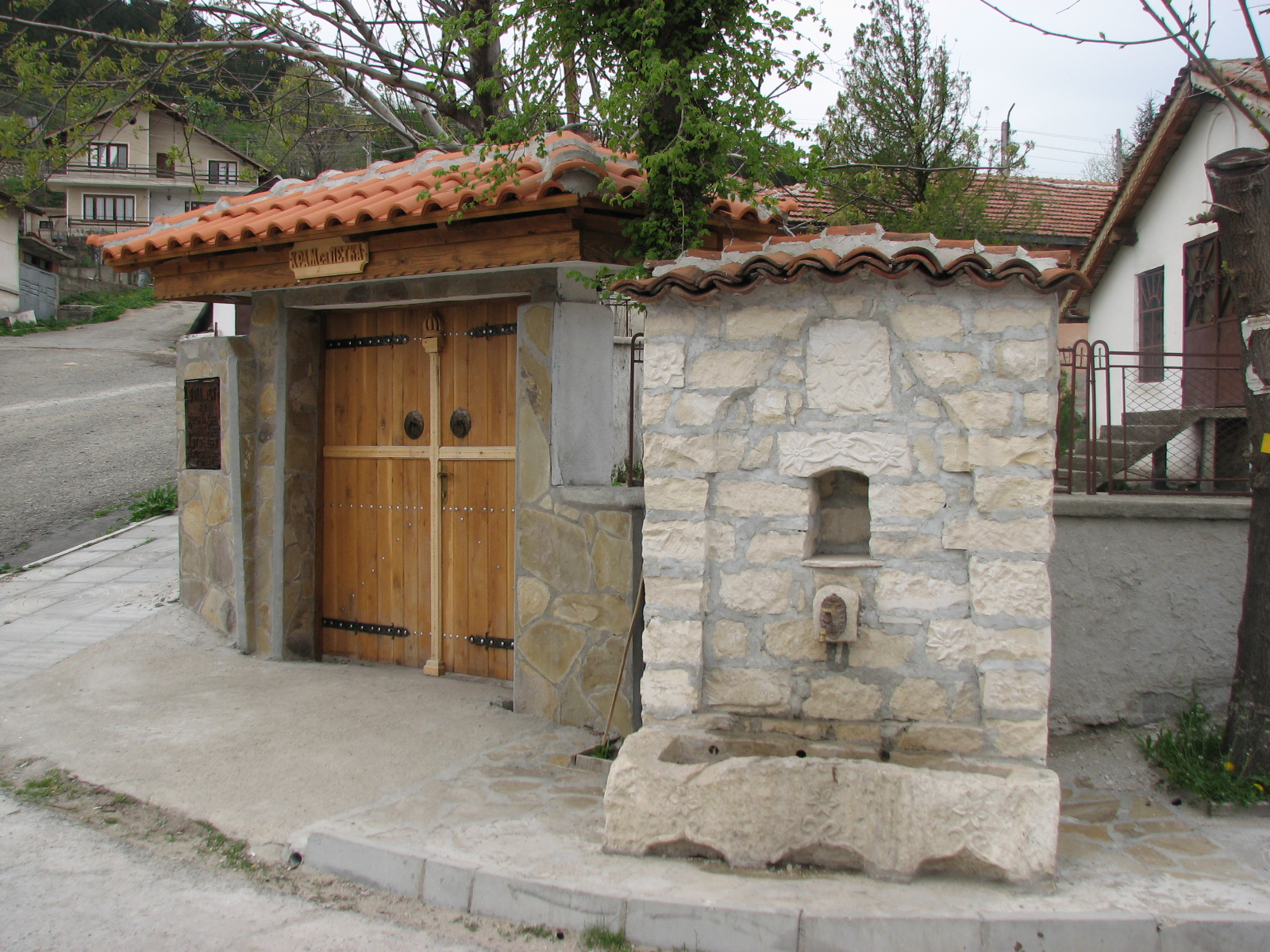